# Liste des peuples celtes de Grande-Bretagne

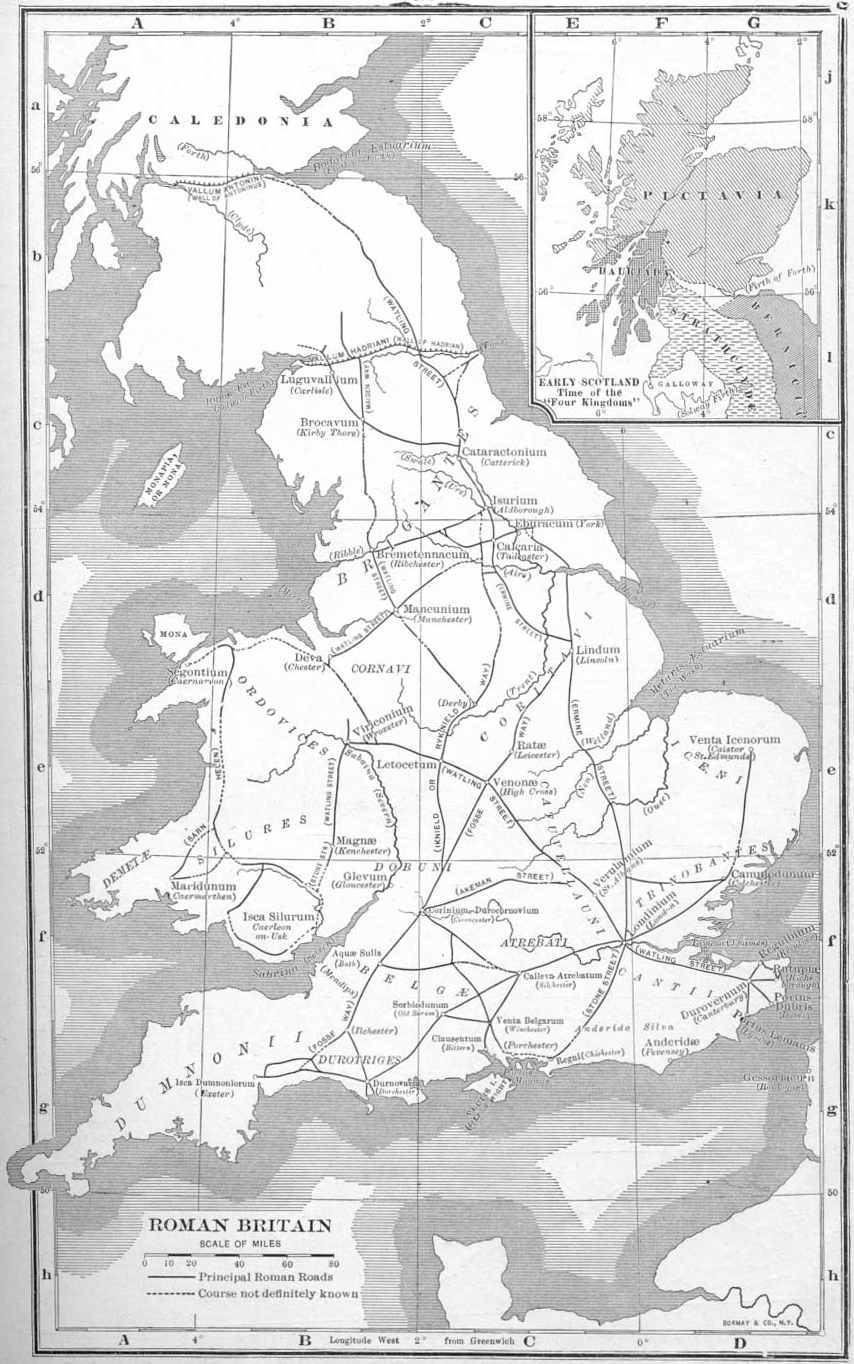
Carte de la Grande-Bretagne Romaine et de son réseau routier.

La question d'un peuplement à « caractère celtique » de l'île de Bretagne doit être considérée séparément pour deux périodes distinctes et distantes de près de mille ans : d'une part durant la préhistoire et la protohistoire de l'île, avant la conquête romaine ; et d'autre part durant le haut Moyen Âge.
Ainsi, peut-on distinguer :
- les Brittons (en latin Britanni), c'est-à-dire les habitants de la Grande-Bretagne protohistorique, parmi lesquels on peut inclure les peuples belges (en latin Belgae) qui s'établirent à l'embouchure de la Tamise en -75.
- les Gaels, habitants d'Irlande protohistorique.
- les Scots, envahisseurs proto-irlandais de l'île de Bretagne au haut Moyen Âge.
- les autres peuples dont le caractère celtique est soit incertain, soit controversé pour la période protohistorique, comme les Calédoniens.

Articles détaillés : Bretons insulaires (ou Brittons), Britto-romains
Les Gabrantovices, les Lopocares, les Setantes, et les Textoverdes peuvent avoir été des sous-tribus des Brigantes.
| NOM            | NOM (LATIN)   | LOCALISATION                            | VILLE                         | VILLE (LATIN)                     |
| -------------- | ------------- | --------------------------------------- | ----------------------------- | --------------------------------- |
| Ancalites      | Ancalites     | Kent                                    |                               |                                   |
| Atrébates*     | Atrebates     | Wessex                                  | Silchester                    | Calleva Atrebatum                 |
| Bribociens     | Bribocii      | ?                                       |                               |                                   |
| Brigantes      | Brigantes     | Northumbrie (Northumberland, Yorkshire) | York                          | Eboracum                          |
| Cantiaces      | Cantiaci      | Kent                                    | Cantorbéry, Douvres           | Durovernum Cantiacorum, Dubris    |
| Carvétiens     | Carvetii      | Cumbrie                                 | Carlisle                      | Carduel                           |
| Casses         | Cassi         | Kent                                    |                               |                                   |
| Catuvellaunes* | Catuvellauni  | Mercie (Midlands)                       | Cambridge, St Albans, Londres | Durolipons, Verulanium, Londinium |
| Corionototes   | Corionototae  | Northumberland                          |                               |                                   |
| Corieltauves   | Corieltauvi   | Lincolnshire                            | Lincoln                       | Lindum Colonia                    |
| Cornoviens     | Cornovii      | Cheshire et Cornouailles                | Chester, Wroxeter             | Deva Victrix, Viroconium          |
| Dégéangles     | Degeangli     | Galles extrême-septentrionales          |                               |                                   |
| Démètes        | Demetae       | Galles occidentales                     | Carmarthen                    | Moridunum                         |
| Dobunnes       | Dobunni       | Devon                                   | Gloucester                    | Glevum                            |
| Dumnoniens     | Dumnonii      | Domnonée (Devon et Dorset)              |                               |                                   |
| Durotriges     | Durotriges    | Dorset                                  | Dorchester                    |                                   |
| Gabrantovices  | Gabrantovices | Côte orientale du Yorkshire             | Bridlington                   | Gabrantovicorum                   |
| Ganganes       | Gangani       | Galles du nord-ouest                    |                               |                                   |
| Icènes*        | Iceni         | Est-Anglie (Norfolk)                    | Caistor St Edmund (Norwich)   | Venta Icenorum                    |
| Lopocares      | Lopocares     | Northumberland                          | Corbridge                     | Corielopocarium/Corstopitium      |
| Ordovices      | Ordovices     | Galles septentrionales                  |                               |                                   |
| Parisiens      | Parisii       | Yorkshire oriental                      | Brough-on-Humber              | Petuaria                          |
| Règnes         | Regnenses     | Sussex                                  | Chichester                    | Noviomagus Regnorum               |
| Ségontiaques   | Segontiaci    | Kent                                    |                               |                                   |
| Setantes       | Setantii      | Côte occidentale du Lancashire          | Lancaster                     |                                   |
| Silures        | Silures       | Galles méridionales                     | Caerleon                      | Isca Silurum                      |
| Textoverdes    | Textoverdi    | Northumberland                          | Beltingham                    |                                   |
| Trinovantes*   | Trinovantes   | Essex                                   | Colchester                    | Camulodunum                       |

## Pictes, Maètes et Calédoniens
Article détaillé : Pictes
Voici quelques noms de peuples associés aux « Pictes » :
| NOM         | NOM (LATIN) | LOCALISATION                        | NOTE                                                  |
| ----------- | ----------- | ----------------------------------- | ----------------------------------------------------- |
| Attacottes  | Attacotti   | Écosse méridionale [Dunbartonshire] |                                                       |
| Borestes    | Boresti     | Inconnue                            | Peuples connu par une seule mention de Tacite         |
| Caerenes    | Caereni     | Écosse septentrionale [Sutherland]  |                                                       |
| Calédoniens | Caledonii   | Highlands                           | Confédération de tribus formée à la fin du IIe siècle |
| Carnonaces  | Carnonacae  | Écosse occidentale [Ross-shire]     |                                                       |
| Damnoniens  | Damnonii    | Lowlands du nord-ouest              |                                                       |
| Darines     | Darini      | Écosse (et Irlande)                 |                                                       |
| Dicalydones | Dicalydones | Highlands ?                         | Branche des Pictes à l'aube du IVe siècle ?           |
| Épidiens    | Epidii      | Écosse occidentale [Argyll]         |                                                       |
| Luges       | Lugi        | Écosse septentrionale               |                                                       |
| Maètes      | Maeatae     | Lowlands                            | Confédération de tribus formée à la fin du IIe siècle |
| Novantes    | Novantae    | Lowlands du sud-ouest               |                                                       |
| Pictes      | Pictii      | Toute l'Écosse                      | Confédération de tribus formée à l'aube du IVe siècle |
| Selgoves    | Selgovae    | Lowlands centraux                   |                                                       |
| Smertes     | Smertae     | Écosse septentrionale [Sutherland]  |                                                       |
| Taexales    | Taexali     | Écosse occidentale                  |                                                       |
| Vacomages   | Vacomagi    | Écosse centrale [Strathspey]        |                                                       |
| Venicones   | Venicones   | Écosse orientale [Aberdeenshire]    |                                                       |
| Verturiones | Verturiones | Lowlands ?                          | Branche des Pictes à l'aube du IVe siècle ?           |
| Votadines   | Votadini    | Lowlands orientaux                  |                                                       |